# Expulsión de Adán y Eva del Paraíso terrenal

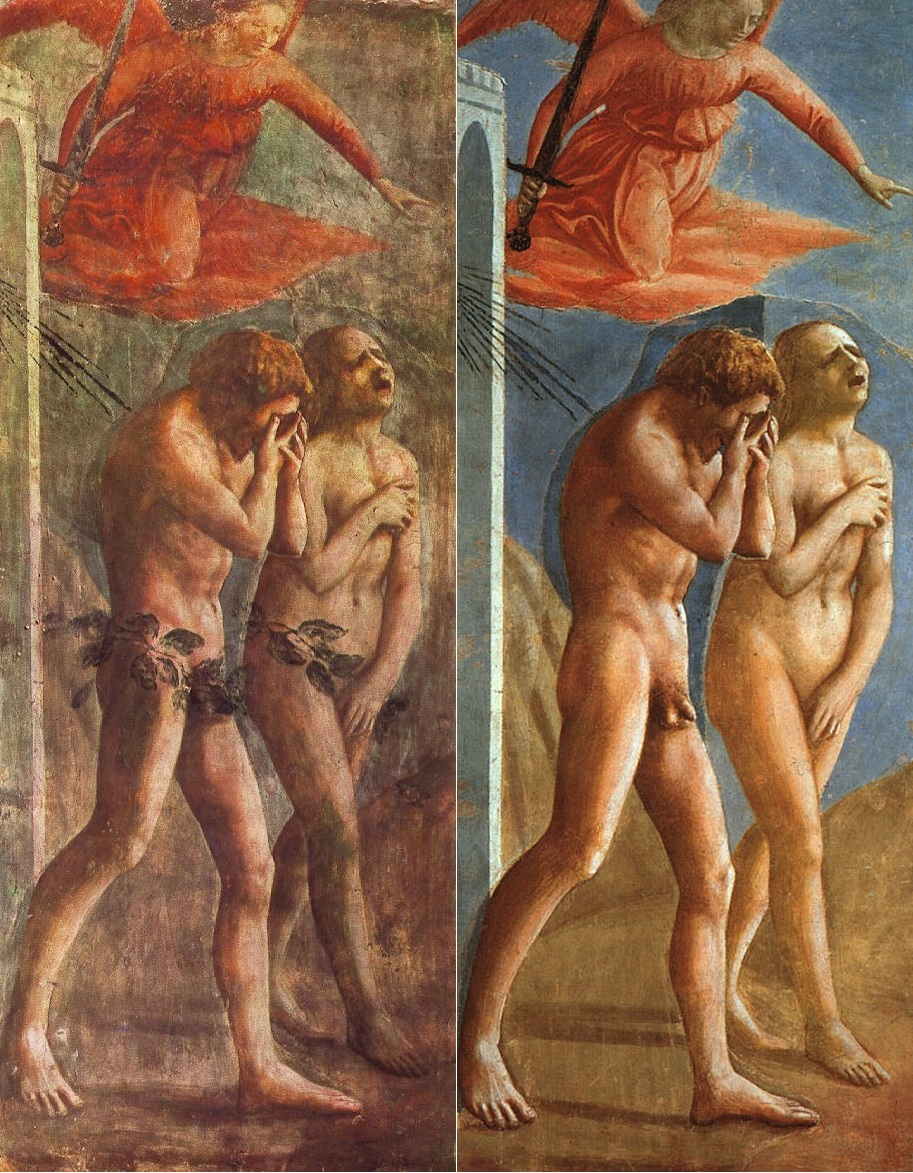
La expulsión de Adán y Eva del Paraíso terrenal, antes y después de la restauración.

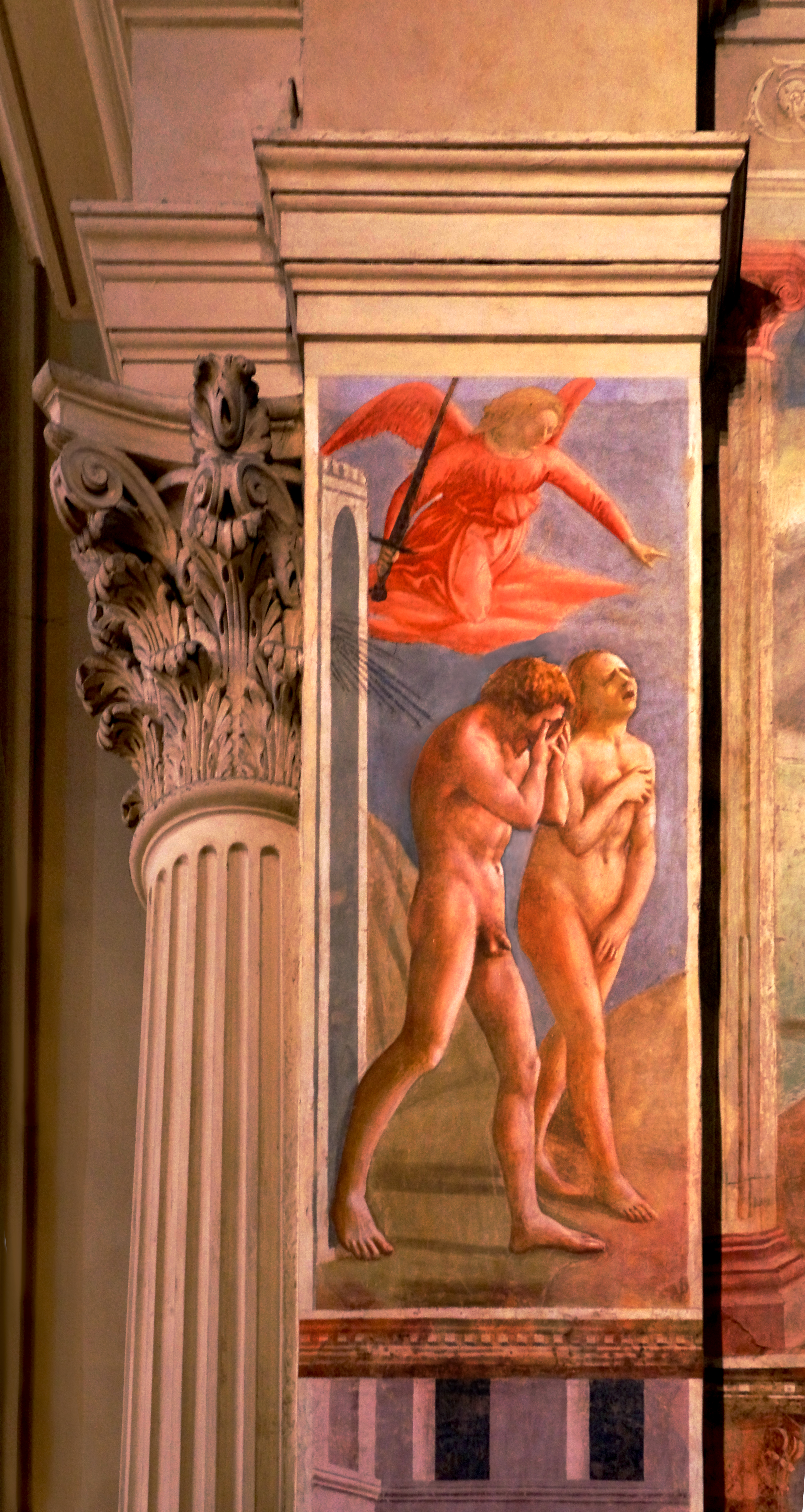
La pared de la Capilla Brancacci

La expulsión de Adán y Eva del Paraíso terrenal (en italiano, Cacciata dei progenitori dall'Eden) es un fresco realizado por el destacado artista del primer Renacimiento Masaccio en 1424-1425. El fresco se encuentra pintado sobre la pared de la Capilla Brancacci, en la iglesia de Santa María del Carmine en Florencia, Italia. Representa una famosa escena en la Biblia, la expulsión del Paraíso que se narra en Génesis, 3, aunque con algunas diferencias en relación con el relato canónico.

## Diferencias en relación con elGénesis
Existen dos diferencias en esta pintura en relación con el relato bíblico tal como aparece en el Génesis:
- La primera, y más dramática, es que Adán y Eva se muestran totalmente desnudos. Aunque esto le añade dramatismo a la escena, se aparta de lo relatado en el Génesis, 3, v. 7, donde se afirma: "Entonces se abrieron los ojos de los dos y descubrieron que estaban desnudos. Por eso se hicieron unos taparrabos, entretejiendo hojas de higuera". No los expulsan del Paraíso hasta el versículo 24.

- En segundo lugar, sólo se representa un ángel, cuando en ese versículo 24 se dice que puso en la entrada del paraíso a Cherubim ('-im' es plural en hebreo): "Y después de expulsar al hombre, puso al oriente del jardín del Edén a los querubines y la llama de la espada zigzagueante, para custodiar el acceso al árbol de la vida".

El arco representado en la entrada del jardín del Paraíso tampoco aparece mencionado en el relato bíblico.

## Análisis
Es uno de los frescos de la Capilla Brancacci. Prácticamente todos ellos se dedican a episodios de la vida de San Pedro, existiendo dos que reflejan el Génesis: a la derecha Adán y Eva en el Paraíso, pintados por Masolino y, a la izquierda, esta Expulsión del paraíso terrenal de Masaccio. Es así el primer fresco en la parte superior de la capilla, sobre el eributo. 
Tradicionalmente se ha considerado que se pretende representar el pecado original y el alejamiento del hombre respecto a Dios. El tema de todo el ciclo de frescos en su conjunto es la salvación de la Humanidad operada por Jesucristo a través de Pedro y, por extensión, de su iglesia. Los frescos dedicados al Pecado original y la Expulsión del Paraíso serían así una premisa o precedente a las historias de Pedro. 
Esta pintura es famosa por su vívida energía y realismo emocional sin precedentes. El patetismo de la escena se acentúa con el grito doloroso de Eva y el vientre contraído de Adán, que toma aire. La pareja se asienta firmemente sobre el terreno árido, en el que se proyectan las sombras de la violenta iluminación que modela los cuerpos, los gestos están cargados de expresionismo. Adán llorando se cubre los ojos con la mano, con desesperación culpable, mientras que Eva se cubre por vergüenza con los brazos y grita, en señal de dolor. 
La Expulsión contrasta dramáticamente con la imagen delicada y decorativa que hizo Masolino de Adán y Eva antes de la caída, pintada en el muro opuesto. Mientras que la obra de Masolino pertenece todavía al gótico, en la de Masaccio está ya presente el Renacimiento.

## Posibles fuentes de inspiración
El tratamiento del desnudo remite a modelos de la Antigüedad. Se ha pensado que Masaccio pudo tomar como modelo para su Adán estatuas de Marsias (de la mitología griega) o de Laoconte y algunos crucifijos hechos por Donatello. 
Por lo que se refiere a Eva, hay en ella referencias a las venus púdicas romanas o a Giovanni Pisano (La Templanza del púlpito en la Catedral de Pisa y que se muestra aquí). El claroscuro hace a los cuerpos intencionadamente macizos, desmañados, realistas con detalles como el cabello húmedo y pegajoso de Adán (en la tierra se encuentra con la fatiga y la suciedad) o el ángel pintado como si estuviera cayendo desde arriba.

## Deformación y restauración
Dos siglos después de la realización de las pinturas, en 1670, Cosme III de Médici llegó al poder como Gran Duque de Toscana. Considerando la total desnudez de las figuras como algo desagradable, de acuerdo con las ideas contemporáneas del decoro, ordenó que se pintaran unas hojas de higuera en fresco-secco para tapar las zonas más comprometidas de las figuras. 
Una restauración en los años 1990 quitó la pintura añadida, así como el polvo y la suciedad, volviendo al color original y eliminando las hojas que se pusieron para tapar a Adán y Eva. La restauración se llevó a cabo bajo la dirección conjunta de Umberto Baldini y de Ornella Casazza y gracias al mecenazgo de la firma Olivetti para uno de los presupuestos más importantes de este periodo. Algunos críticos, entre ellos el profesor e historiador de arte James H. Beck, han criticado estos esfuerzos, mientras que otros, incluyendo profesores, historiadores y restauradores, han alabado el trabajo realizado en la capilla